# Abdou Diouf
Abdou Diouf (Louga, 7 de setembro de 1935) administrador público e político, foi presidente do Senegal de 1981 a 2000. Foi também primeiro-ministro do Senegal entre 26 de fevereiro de 1970 e 31 de dezembro de 1980. Foi Secretário Geral da Organização Internacional da Francofonia de 2004 a 2014.
Começou a estudar Direito em Dacar, para continuar depois em Paris, graduando-se a na École Nationale de la France d'outre-mer em 1960.
Ocupou postos de relevância na administração senegalesa, onde chegou a ser chefe de gabinete do Presidente Senghor em 1963 e secretário geral da Presidência da República em 1964. A seguir foi nomeado Ministro de Planejamento e Indústria entre 1968 e 1970, e premiê em fevereiro de 1970.
Converteu-se em Presidente da República do Senegal em 1 de janeiro de 1981, depois da demissão de Senghor, e renovou seu mandato nas eleições de 1983, 1988 e 1993. Durante seu mandato aprofundou a democracia iniciada por seu predecessor, liberou progressivamente a economia e promoveu a descentralização do poder. Também contribuiu para o prestígio de seu país no mundo, através da participação em numerosas cimeiras internacionais, e é um ativo defensor da unidade africana.[carece de fontes?]
Abdou Diouf foi derrotado no segundo turno das eleições presidenciais de 19 de março de 2000, sucedendo-lhe Abdoulaye Wade. Então mudou sua residência para Paris, onde vive atualmente.